# Speleomantes sarrabusensis
Speleomantes sarrabusensis  (лат.) — вид хвостатых земноводных из рода европейских пещерных саламандр (Speleomantes).
Вид распространён на востоке острова Сардиния в провинции Кальяри. Живёт в карстовых и земляных пещерах. На поверхность выходит ночью для охоты и размножения. Откладывает в почву 3—5 яиц.

## Описание
Длина самцов 11,1 см, самок — 12,3 см. Кожа гладкая, основной цвет верхней части тела от коричневого до черноватого с пятнами или разводами жёлтого или зелёного оттенка. Брюшная часть обычно светлее и с коричневыми пятнами. У молодых особей окраска более зеленоватая и с металлическим блеском. Имеют горловую складку и рудиментарные перепонки между пальцами. У новорожденных животных ноздри гораздо больше, чем у взрослых. Хвост овальный в поперечном срезе, чуть меньше половины общей длины, у самцов немного длиннее, чем у самок. У самцов присутствует подбородочная железа, предчелюстные зубы слегка увеличены. Самцы достигают половой зрелости после 2 лет, самки — после 2–3 лет.

## Распространение
Вид является эндемиком юго-восточной Сардинии. Встречается в горном хребте Сетте Фрателли, регион Саррабус, провинция Кальяри. Обитает в гранитной, почти беспещерной местности, во влажных скалистых обнажениях, расщелинах и лесных районах на высоте от 200 до 850 м.

## Охрана
Занесён в Красный список МСОП как уязвимый вид.